# Desert Strike: Return to the Gulf
Desert Strike: Return to the Gulf ist eine Actionflugsimulation, die 1992 von Electronic Arts entwickelt und herausgebracht wurde. Sie erschien für die Systeme Amiga, DOS, Mega Drive, Master System, SNES, Game Boy, Game Boy Advance, Game Gear und Lynx. Der Erfolg des Spiels zog mehrere Fortsetzungen auf unterschiedlichen Systemen nach sich.

## Spielprinzip
Der Spieler steuert einen Helikopter und muss vor dem Hintergrund eines fiktiven Post-Golfkriegs-Szenarios unterschiedliche Missionen erfüllen, darunter Kampfeinsätze gegen stationäre Einrichtungen, feindlichen Luft- und Bodentruppen, sowie Evakuierungseinsätze. Das Spielgeschehen wird dabei in isometrischer Ansicht präsentiert, der Spielverlauf ist in Teilen nicht-linear. Einen taktischen Einschlag erhält das Spiel dadurch, dass der Helikopter nur begrenzt Munition und Treibstoff hat. Er muss daher während der Missionen regelmäßig betankt und neu bewaffnet werden. Dieser Nachschub ist begrenzt und über das Spielgebiet verteilt, wodurch der Spieler seine Vorgehensweise sorgsam planen muss. Sinkt während einer Mission die Panzerung des Hubschraubers durch feindlichen Beschuss auf Null oder geht ihm vorzeitig der Sprit aus, stürzt der Helikopter ab und die Mission ist gescheitert. Während der Missionen kann nicht gespeichert werden.

## Entwicklung
Das Spiel entstand unter der Leitung von Mike Posehn, einem promovierten Maschinenbauingenieur ohne vorhergehende Game-Design-Kenntnisse. Einer von Posehns Schwerpunkten war die Fahrzeugphysik. Für die Ersteller der Helikopter-Sprites wurden 3D-Modelle erstellt, die von Matchbox-Spielzeugmodellen beeinflusst waren. Posehns Team fügte dem Shooterspielprinzip durch begrenzte Munitions- und Treibstoffkapazitäten außerdem einen taktischen Ansatz hinzu. In anderen Punkten seiner ursprünglichen Vorstellungen musste Posehn jedoch Änderungen vornehmen. Sein ursprüngliches Storykonzept sah eine Handlung im libanesischen Bürgerkrieg vor, zeitweise trug das Spiel daher den Namen Beirut Breakout. Das Spiel sollte vollständig nicht-linear aufgebaut sein, die Handlung durch filmartige Zwischensequenzen erzählt und ein Karma-System eingebaut werden, das den Spieler für die Zerstörung von Zielen bestraft, die die internationalen Beziehungen beschädigen.

## Rezeption
Der Aktuelle Software Markt störte sich an dem Schauplatz des Golfkrieges, bemerkte jedoch den taktischen Anspruch und abwechslungsreiche Missionen sowie das realistische Flugverhalten und vergab die Auszeichnung ASM Hit. Michael Hengst bewertete ebenfalls das Szenario als problematisch, aber spielerisch gut. Das Haushalten mit den Nachschubreserven benötige sorgsame Planung. Insgesamt sei der Schwierigkeitsgrad hoch. Die Grafik sei detailliert und der Bildlauf flüssig. Andreas Knauf von Video Games ließ Bedenken bei der Hintergrundgeschichte nicht zu, da das Spiel in der Hinsicht nicht ernst gestaltet sei. Das Spiel sei auf dem Mega Drive technisch gut, spielerisch intelligent und längere Zeit motivierend.
Auch die Fassung für den Super Nintendo bewertete der Aktuelle Software Markt als technisch gut mit sauberem Bildlauf. Andreas Knauf von Video Games bemerkte eine buntere Grafik. Bei der Darstellung vieler Feinde gleichzeitig käme es auf dem SNES zu deutlichen Rucklern.
Carsten Borgmeier von Amiga Joker gab sich begeistert. Die Portierung für den Amiga übertreffe sogar das Originalspiel und laufe auch auf einem schwächeren Amiga 500 noch flüssig. Power Play bewertete die Handlung als heikel, aber die Portierung für den Amiga ebenfalls als kompetent. Die Bedienung sei einfach gehalten, dennoch sei das Spiel anspruchsvoll.
Die Portierung für Atari Lynx bewertete Frank Heukemes von Video Games positiv, auch wenn bei der Spielgeschwindigkeit Abstriche gemacht werden müssen, wobei das Fluggefühl kaum beeinträchtigt werde. Das Ausweichen der Raketen sei etwas leichter. Bei der Version für Sega Game Gear mussten hingegen zu viele Abstriche gemacht werden. Auch die Tastenbelegung sei ungeschickt gewählt.
Trotz starker technischer Einschränkungen sei das Spielgefühl gut auf den Game Boy übertragen worden. Wolfgang Schaedle kritisierte lediglich, dass durch den kleinen Bildschirm gegnerische Stellungen teils schwer auszumachen seien.
Auf dem PC seien kaum Änderungen im Vergleich zur Konsolenfassung erkennbar. Die CD-ROM-Version sei in dem Sinne enttäuschend, da sie keine Verbesserungen und lediglich zusätzliche Level böte. Max Magenauer von PC Joker merkte an, dass die Konvertierung für PC zu spät erschien. Auch Heinrich Lenhardt von PC Player gab an, dass die vier komplexen Missionen nicht mit dem Umfang von zeitgenössischen PC-Spielen mithalten könne. Der Bildlauf sei nicht immer perfekt. Es gäbe kein freies Speichern. Die kriegerische Handlung sei kritikwürdig, jedoch verzichte das Spiel auf explizite Gewaltdarstellung.